# Spathius carus
Spathius carus är en stekelart som beskrevs av Nixon 1943. Spathius carus ingår i släktet Spathius och familjen bracksteklar. Inga underarter finns listade i Catalogue of Life.